# 2380 Heilongjiang
A 2380 Heilongjiang (ideiglenes jelöléssel 1965 SN) a Naprendszer kisbolygóövében található aszteroida. Bíbor-hegyi Obszervatórium fedezte fel 1965. szeptember 18-án.